# Museo della Giamahiria
Il Museo della Giamahiria era ospitato nel castello di Tripoli sul porto, non lontano dalla piazza dei Martiri (già piazza Verde), aperto da Gheddafi con gli aiuti UNESCO dedicato alla storia della Libia particolarmente incentrato sulla Rivoluzione Verde. Dall'occupazione romana a quella araba, fino a Gheddafi e alla scoperta del petrolio nel 1951. E poi mosaici, pitture rupestri, selle tuareg e fotografie aeree del Sahara e del Deserto Libico. Il museo è stato chiuso il 17 febbraio 2011 in seguito all'inizio della guerra civile libica.